# Luis de León

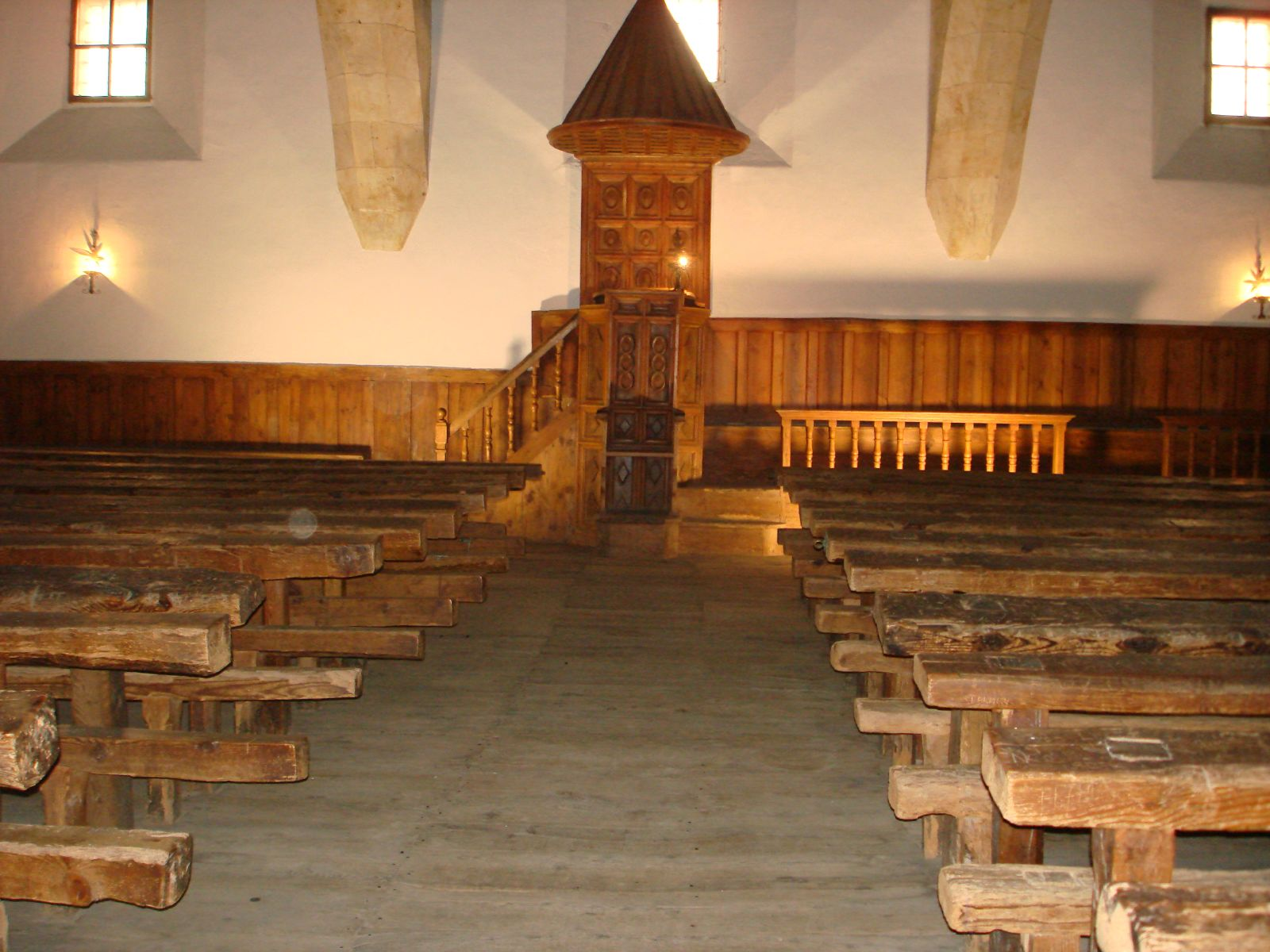
Aula de fray Luis de León en las Escuelas Mayores de la Universidad de Salamanca.

Fray Luis de León (en latín: F. Luyssi Legionensis; Belmonte, 1527 o 1528-Madrigal de las Altas Torres, 23 de agosto de 1591) fue un teólogo, poeta, astrónomo, humanista y religioso agustino español de la escuela salmantina.
Fray Luis de León es uno de los poetas más importantes de la segunda fase del Renacimiento español junto con Francisco de Aldana, Alonso de Ercilla, Fernando de Herrera y san Juan de la Cruz. Su obra forma parte de la literatura ascética de la segunda mitad del siglo XVI y está inspirada por el deseo del alma de alejarse de todo lo terrenal para poder alcanzar lo prometido por Dios, identificado con la paz y el conocimiento. Los temas morales y ascéticos dominan toda su obra.
Además, fray Luis de León fue uno de los expertos consultados para cambiar el calendario juliano usado en Occidente desde la época de Julio César al actual calendario gregoriano, así llamado por el papa Gregorio XIII, que supervisó el proyecto.

## Biografía
Fray Luis de León nació en Belmonte en 1527 o 1528 y era de origen judeoconverso por ambas ramas. Su padre fue el abogado Lope de León y su madre Inés Varela. Residió y cursó sus primeros estudios en Madrid y en Valladolid, lugares donde su padre ejerció la distinguida labor de consejero regio. Cuando cumplió los catorce años, marchó a Salamanca para ingresar en la Orden de los Agustinos, probablemente en enero de 1543, y profesó el 29 de enero de 1544. Salamanca constituyó desde entonces el centro de su vida intelectual como profesor de su universidad.
Estudió Artes y Filosofía tutelado por fray Juan de Guevara (1544-1546) y Teología en Salamanca y Toledo, presuntamente con Melchor Cano, aunque no está demostrado. En el curso de 1556-1557 conoció a fray Cipriano de la Huerga, un orientalista catedrático de Biblia en Alcalá de Henares, y este encuentro supuso una experiencia capital en la formación intelectual de fray Luis. Asimismo, un tío suyo, Francisco de León, catedrático de leyes de la universidad salmantina, lo tutoró en esos momentos, puesto que su familia había marchado a Granada siguiendo los avatares de la profesión del padre, que había sido nombrado oidor en su Chancillería en 1542.
Entre mayo y junio de 1560 obtuvo los grados de licenciado y maestro en Teología por la Universidad de Salamanca. Comenzó entonces su lucha por las cátedras: primero la de Biblia, que había dejado vacante Gregorio Gallo —más adelante nombrado obispo de Orihuela— y que fue ganada por Gaspar de Grajal; y después la de Santo Tomás, que finalmente obtuvo al año siguiente (1561) superando a siete aspirantes, entre ellos el maestro dominico Diego Rodríguez.
En 1565, al completar los cuatro años en la cátedra de Santo Tomás, opositó a la de Durando, y salió triunfador de nuevo frente al mismo Diego Rodríguez. Se mantuvo en ella hasta marzo de 1572. A finales de 1571, junto con el músico Francisco Salinas y el rector Diego de Castilla, formó parte del jurado de la justa literaria convocada para dar gracias por la victoria de Lepanto y por el nacimiento del príncipe Fernando.
Estos y otros éxitos le atrajeron probablemente la ojeriza de los dominicos, patronos de la Inquisición; y en efecto, el agustino fue denunciado, y estuvo una temporada en prisión, en Valladolid, en la calle que ahora recibe el nombre de Fray Luis de León. Su delito principal fue traducir el Cantar de los Cantares a la lengua vulgar sin licencia. Además, su defensa del texto original hebreo había irritado a los escolásticos más intransigentes, en especial al canónigo y catedrático de Griego León de Castro —autor de unos comentarios a Isaías— y al dominico fray Bartolomé de Medina, molesto contra él por algunos fracasos académicos. Y es que fray Luis, durante las juntas de teólogos celebradas en la Universidad para tratar de la aprobación de la llamada Biblia de Vatablo, había defendido una serie de proposiciones que fueron vistas como peligrosamente cercanas al protestantismo. Todo lo cual acabó por llevar al fraile a la cárcel, junto a los maestros Gaspar de Grajal y Martín Martínez de Cantalapiedra. En prisión escribió De los nombres de Cristo y varias poesías, entre las cuales está la Canción a Nuestra Señora. 
Tras su estancia cautelar en prisión (del 27 de marzo de 1572 al 7 de diciembre de 1576), fue nombrado profesor de Filosofía Moral. Y, un año más tarde, consiguió por fin la cátedra de Sagrada Escritura, que en 1579 obtuvo en propiedad. En la universidad, uno de sus alumnos fue san Juan de la Cruz, quien era llamado entonces fray Juan de San Matías.
En Salamanca las obras poéticas que el agustino componía como distracción se divulgaron pronto, y le atrajeron no solo las alabanzas de sus amigos, los humanistas Francisco Sánchez de las Brozas (el Brocense) y Benito Arias Montano, sino también de poetas como Juan de Almeida y Francisco de la Torre, así como a Juan de Grial, Pedro Chacón, o el músico ciego Francisco de Salinas, que formarían la llamada primera Escuela salmantina o de Salamanca.
Los motivos de su prisión hay que achacarlos, en última instancia, a las envidias y rencillas existentes entre órdenes religiosas, por encima de las denuncias concretas. La acusación principal era preferir el texto hebreo del Antiguo Testamento a la versión latina oficial (la traducción Vulgata de San Jerónimo) adoptada por el Concilio de Trento, lo cual era cierto. Pero a ello se añadió -como vimos- el haberse atrevido a traducir partes de la Biblia, y en concreto el Cantar de los Cantares, a la lengua vulgar, algo que quedaba expresamente prohibido por ese reciente concilio; el cual, por recelo del pensamiento protestante (recuérdese la traducción de la Biblia al alemán que había realizado el también agustino Lutero), solo permitía traducciones en forma de paráfrasis, esto es, a modo de comentarios y usando, por tanto, más palabras que el texto original. Por lo primero fueron perseguidos y encarcelados también sus amigos los hebraístas Gaspar de Grajal y Martín Martínez de Cantalapiedra, así como el catedrático de la Universidad de Osuna Alonso Gudiel; este, al igual que Grajal, murió en cautiverio, en la cárcel de la Inquisición en Valladolid.
Es cierto que fray Luis había traducido el Cantar de los Cantares directamente del hebreo, con glosas y comentarios; pero también que lo había hecho privadamente, para ilustrar a su prima Isabel de Osorio, monja en el convento salmantino de Sancti Spiritus, la cual no sabía latín. El problema vino cuando alguien realizó sin su consentimiento una copia de esta traducción, y después se hicieron varias copias más, con la consiguiente no deseada difusión. En los Índices de libros prohibidos por la iglesia de Lisboa (1581) y de Toledo (1583) aparecen tanto su versión en prosa de la traducción, como otra en verso, de dudosa atribución. Su prolija defensa alargó el proceso inquisitorial, que se demoró casi cinco largos años, tras los cuales fue finalmente absuelto.

Cuanto desenlazarse más pretende / el pájaro captivo, más se enliga, / y la defensa mía más me ofende.

Pues que la parafrasea en su "Oda XVII, en una esperanza que salió vana", parece cierto que se le puede atribuir la décima graffiti que presuntamente, al salir de la cárcel, escribió en sus paredes:

Aquí la envidia y mentira
me tuvieron encerrado.
¡Dichoso el humilde estado
del sabio que se retira
de aqueste mundo malvado,
y, con pobre mesa y casa,
en el campo deleitoso,
con solo Dios se compasa
y a solas su vida pasa,
ni envidiado, ni envidioso!

Ya exonerado de toda culpa, y aun cuando la Inquisición le había reconocido el derecho a regresar a su cátedra de Escritura, renunció a ella en favor del padre Castillo, quien la estuvo desempeñando desde su encarcelamiento; de este modo el claustro, poco menos que obligado, le concedió en enero de 1577 la cátedra de Teología. Sus biógrafos cuentan que fray Luis acostumbraba, en sus años de docencia, resumir las lecciones explicadas en la clase anterior; y que, al volver a la Universidad a su nueva cátedra, retomó sus lecciones con la frase “Decíamos ayer…” (Dicebamus hesterna die) como si sus cuatro años de prisión no hubieran transcurrido. Pero, aunque la frase tiene sello luisiano, se supone que es una invención posterior de fray Nicolaus Crusenius. Un año después (1578), debido a sus conocimientos de Astronomía, fue comisionado para la reforma del calendario juliano. Y por el mismo tiempo, alcanzaba la cátedra de Filosofía Moral. Asimismo, siendo simpatizante de la reforma carmelitana, defendió a Teresa de Jesús cuando la santa anduvo confinada en Toledo y procesada (también) por la Inquisición por haber escrito el libro de su Vida. En 1579 volvió a ganar por oposición la cátedra de Biblia, asignatura que impartió ya hasta su muerte.
A partir de 1580 anduvo muy ocupado en asuntos de su orden; si bien tuvo tiempo para ordenar y corregir sus Poesías, ocultándose bajo el pseudónimo de "Luis Mayor", y añadiéndoles un prólogo y dedicatoria a su amigo el inquisidor general Pedro Portocarrero.
En 1582, junto al jesuita Prudencio de Montemayor, intervino en la polémica De auxiliis que había levantado en la Universidad la publicación de la Concordia del jesuita Luis de Molina; y de nuevo se enfrentó a los dominicos pronunciándose a favor de la libertad humana, lo que lo llevó a ser denunciado nuevamente ante la Inquisición, esta vez sin otra consecuencia que una suave amonestación del Inquisidor general, el arzobispo de Toledo y cardenal Gaspar de Quiroga. 
El 15 de septiembre de 1587, Luis de León fechó en Madrid su carta-prólogo a la edición príncipe del Libro de la vida de Teresa de Jesús. El agustino había examinado para publicación y aprobado el autógrafo del «libro grande» —como lo llamaba la Santa— que ella misma había redactado entre los años 1563 y 1565, apartada en la celda del convento de San José de Ávila, que acababa de fundar en 1562, el primero de su reforma. Fray Luis admiraba la labor de aquella monja intrépida y su vívido y castizo lenguaje, y había pretendido incluso que ingresara en su orden. Sobre la conveniencia de la publicación del libro, así comentó Luis de León la bondad propia de esa obra:

En el juzgar de las cosas se debe atender a si ellas son buenas en sí y convenientes para sus fines, y no a lo que hará de ellas el mal uso de algunos. Que si a esto se mira, ninguna hay tan santa que no se pueda vedar.

El 5 de diciembre de 1588, tras el capítulo de Toledo, su Orden le encomendó escribir la Forma de vivir de los frailes agustinos descalzos. Este documento sentaría las bases espirituales y prácticas del conjunto de nuevas fundaciones de agustinos reformados que sería germen de la futura Orden de Agustinos Recoletos. La Forma de vivir se convertiría inmediatamente en sus primeras Constituciones, y fray Luis de León en uno de sus principales inspiradores, puesto que en su escrito recogía el espíritu originario de este movimiento reformista agustiniano, y lo plasmó en la vida cotidiana de sus frailes.
El 14 de agosto de 1591, fray Luis fue elegido prior de la Provincia de Castilla de la orden de San Agustín, en el convento de la localidad de Madrigal de las Altas Torres (Ávila). Y aquí mismo lo sorprenderá la muerte, solo nueve días después. Sus restos fueron trasladados a Salamanca, donde fue enterrado. El pintor Francisco Pacheco lo describe así en su Libro de descripción de verdaderos retratos de ilustres y memorables varones (1599):

En lo natural fue pequeño de cuerpo, en debida proporción; la cabeza grande, bien formada, poblada de cabello algo crespo; el cerquillo, cerrado; la frente, espaciosa; el rostro más redondo que aguileño; trigueño el color; los ojos verdes y vivos. En lo moral, el hombre más callado que se ha conocido, si bien de singular agudeza en sus dichos, con extremo abstinente y templado en la comida, bebida y sueño; de mucho secreto, verdad y fidelidad, puntual en palabras y en promesas, compuesto, poco o nada risueño.

## La obra

### Actividad intelectual
Como varón comprometido con su tiempo no dejó de lado los problemas del día a día, de forma que en el contexto de los problemas abordados por la Escuela de Salamanca, a la que pertenecía, fray Luis intervino en la Polémica De auxiliis, junto con el jesuita Prudencio de Montemayor, defendiendo la libertad del hombre, lo que le costó la prohibición de enseñar dichas ideas. Peor librado había salido Montemayor al ser separado de toda enseñanza. Pero de hecho se consideraba ante todo un poeta natural, pues afirmó que los versos se le caían de entre las manos «más por inclinación de su estrella, que por juizio o voluntad».

### Literatura
El propio fray Luis dejó escrito su concepto de la poesía: «una comunicación del aliento celestial y divino», en su De los nombres de Cristo, libro I, "Monte", «para que el estilo del decir se asemeje al sentir, y las palabras y las cosas fuesen conformes»:

Porque [Cristo] es solo digno sujeto de la poesía; y los que la sacan de él, y, forzándola, la emplean, o por mejor decir, la pierden en argumentos de liviandad, habían de ser castigados como públicos corrompedores de dos cosas santísimas: de la poesía y de las costumbres. La poesía corrompen, porque sin duda la inspiró Dios en los ánimos de los hombres, para, con el movimiento y espíritu de ella, levantarlos al cielo, de donde ella procede; porque poesía no es sino una comunicación del aliento celestial y divino; y así, en los Profetas casi todos, así los que fueron movidos verdaderamente por Dios, como los que, incitados por otras causas sobrehumanas, hablaron, el mismo espíritu que los despertaba y levantaba a ver lo que los otros hombres no veían, les ordenaba y componía y como metrificaba en la boca las palabras, con número y consonancia debida, para que hablasen por más subida manera que las otras gentes hablaban, y para que el estilo del decir se asemejase al sentir, y las palabras y las cosas fuesen conformes.

Sus temas preferidos y personales, si dejamos a un lado los morales y patrióticos que también cultivó ocasionalmente, son, en el largo número de odas que llegó a escribir, el deseo de la soledad y del retiro en la naturaleza (tópico del Beatus Ille), y la búsqueda de paz espiritual y de conocimiento (lo que él llamó la verdad pura sin velo), pues era hombre inquieto, apasionado y vehemente, aquejado por todo tipo de arrebatos atormentados, y deseaba la soledad, la tranquilidad, la paz y el sosiego antes que toda cosa:

Vivir quiero conmigo,
gozar quiero del bien que debo al cielo,
a solas, sin testigo,
libre de amor, de celo,
de odio, de esperanzas, de recelo.

Este tema se reitera en toda su lírica, la búsqueda de serenidad, de calma, de tranquilidad para una naturaleza que, como la suya, era propensa a la pasión. En él batallaba ya el equilibrio clásico del renacimiento con las nacientes y dinámicas asimetrías barrocas, ya constituyendo de hecho un ejemplo vivo de manierismo poético. Y ese consuelo y serenidad lo halla en los cielos o en la naturaleza:

Sierra que vas al cielo
altísima, y que gozas del sosiego
que no conoce el suelo,
adonde el vulgo ciego
ama el morir, ardiendo en vivo fuego:

recíbeme en tu cumbre,
recíbeme, que huyo perseguido
la errada muchedumbre,
el trabajar perdido,
la falsa paz, el mal no merecido.
Oda «Al apartamiento»

Como poeta desarrolló la lira como estrofa que había introducido Garcilaso de la Vega, compuesta de heptasílabos y endecasílabos, pero prefería exclusivamente el endecasílabo para las traducciones de poetas latinos y griegos, que por lo general realizaba en tercetos encadenados o en octavas reales.

## Estilo
Escribir, piensa fray Luis, es actividad difícil («porque pongo en las palabras concierto y las escojo y les doy su lugar... porque el bien hablar no es común, sino negocio de particular juicio, así en lo que se dice, como en la manera como se dice»). Se usarán palabras comunes, pero selectas, ya que el buen escritor, entre

Las que todos hablan, elige las que convienen y mira el sonido de ellas, y aun cuenta a veces las letras y las pesa y las mide y las compone para que no solamente digan con claridad lo que pretenden decir, sino también con armonía y dulzura

La armonía era para él el equilibrio oral de la frase, pero en él domina sobre la dulzura, ya que no se le advierten las melosidades de, por ejemplo, la contemporánea prosa bucólica de la novela pastoril. Logra la armonía mediante una perfecta correspondencia entre fondo y forma, aprendida en los clásicos latinos, a los que estudió no solo para imitarlos, sino para reproducir sus cualidades en castellano. Su lengua, pues, es la de Juan de Valdés: natural, selecta y sin afectación.
Aunque su estilo es en apariencia sobrio y austero, y según Marcelino Menéndez Pelayo reflejaba la sofrosine o equilibrio griego, la crítica actual ha hecho notar que su lenguaje y técnica traslucen el carácter vehemente y apasionado del autor. Así que su estilo solo es sencillo y austero en cuanto a las imágenes, el vocabulario y los adornos: la sintaxis, que dice más sobre la esencia verdadera del autor, se ve constreñida por la exigente forma de la lira, y recurre con frecuencia desusada al encabalgamiento abrupto y al braquistiquio, así como al hipérbaton, expresando con ello un carácter tenso y atormentado, que desborda con frecuencia el cauce del verso y aun de la estrofa. Por otra parte, su vehemencia se refleja a través de las numerosas expresiones admirativas e interjecciones que pespuntean sus versos, de ritmo entrecortado, y tanto en su prosa como en su verso recurre habitualmente a las parejas de palabras unidas por un nexo o una coma, es decir, a los dobletes de palabras con significado complementario, o a las geminaciones, dobletes de sinónimos, que reposan con su equilibrio esa pasión que se esfuerza en contener tanto en su verso como en su prosa.
Su afán comunicativo se expresa en una particular preferencia por la segunda persona, por lo que sus textos suelen tener un carácter discursivo y de comentario moral que exhorta de alguna manera al receptor. Este tono discursivo, de alguna forma oratorio, da pie a frecuentes enumeraciones, exclamaciones e interrogaciones retóricas, y abundan también los pasajes descriptivos con el que el autor hace vivir al interlocutor en tiempo presente lo que evoca: de ahí su frecuente uso del presente histórico. Las odas son cortas: solamente dos pasan de los cien versos, la XX y la XXI. Las más importantes oscilan entre los cuarenta y los ochenta o noventa y, de las veintitrés, diecisiete están escritas en liras garcilasianas. Como ya se ha dicho, son frecuentes como manifestación de la tensión entre su vehemencia y su deseo de refrenarla los encabalgamientos, numerosísimos y a veces violentamente abruptos, por lo que caracteriza al estilo de fray Luis una tensión particular propia del Manierismo, en suma, paralela a la que se expresa en el severo y contemporáneo estilo arquitectónico herreriano.
Utiliza un repertorio simbólico tomado de la poesía clásica latina y hebrea, que sintetiza tres tradiciones culturales distintas: la grecolatina clásica (la lírica, en especial las Odas de su admiradísimo Horacio y las Églogas de Virgilio y el neoplatonismo filosófico); la literatura bíblica (Salmos, Libro de Job, Cantar de los Cantares) y, por último, la poesía tanto italianizante como castiza del primer Renacimiento español.
Empezó a escribir en 1572 en prosa De los nombres de Cristo, obra en tres libros que no terminaría hasta 1585. En ella muestra la elaboración última y definitiva de los temas e ideas que esbozó en sus poesías en forma de diálogo ciceroniano donde se comentan las diversas interpretaciones de los nombres que se dan a Cristo en la Biblia: "Pimpollo", "Faces de Dios", "Monte", "Padre del Siglo futuro", "Brazo de Dios", "Rey de Dios", "Esposo", "Príncipe de Paz", "Amado", "Cordero", "Hijo de Dios", "Camino", "Pastor" y "Jesú". Llega ahí a la máxima perfección su prosa castellana, de la que puede ser buen ejemplo el párrafo siguiente:

Consiste, pues, la perfección de las cosas en que cada uno de nosotros sea un mundo perfecto, para que por esta manera, estando todos en mí y yo en todos los otros, y teniendo yo su ser de todos ellos, y todos y cada uno de ellos teniendo el ser mío, se abrace y eslabone toda esta máquina del universo, y se reduzca a unidad la muchedumbre de sus diferencias; y quedando no mezcladas, se mezclen; y permaneciendo muchas, no lo sean; y para que, extendiéndose y como desplegándose delante los ojos la variedad y diversidad, venza y reine y ponga su silla la unidad sobre todo. Lo cual es avecinarse la criatura a Dios, de quien mana, que en tres personas es una esencia, y en infinito número de excelencias no comprensibles, una sola perfecta y sencilla excelencia (De los nombres de Cristo, lib. I).

Para esta obra se inspiró en la de su compañero de orden Alonso de Orozco (1500-1591) De los nueve nombres de Cristo. También se deben a fray Luis obras de cierta entidad en latín (De legibus, en tres libros; In Cantica Canticorum Salomonis explanatio, 1582; In psalmum vigesimumsextum explanatio, 1582; el tratado De agno typico, las Exposiciones sobre Abdías y Ad Galatas, las Constituciones para los Recoletos de San Agustín...) y algunas otras obras morales en castellano sobre educación, como La perfecta casada (Salamanca, 1584), dirigida a su prima, María Varela Osorio, donde describe lo que para él es una esposa ejemplar y establece los deberes y atributos de la mujer casada en las relaciones de familia, las tareas cotidianas y el amor a Dios. Inspirada en fuentes clásicas y sobre todo en los Proverbios de Salomón, cuyo último capítulo expone e ilustra desde el versículo 10, es una obra que hay que poner en correlato con otras del mismo género escritas por Luis Vives (De Insitutiones Feminae Christianae, traducida al castellano en Valencia en 1528) y otros humanistas europeos del Renacimiento.
Como traductor vertió del hebreo en verso el último capítulo del Libro de los proverbios y el Libro de Job, que además comentó, como su compañero de orden y amigo Diego de Zúñiga, importante filósofo y defensor del heliocentrismo copernicano. Tardó veinte años en terminar la Exposición del libro de Job, que empezó en la cárcel y concluyó poco antes de morir. Primero traducía fragmentos en prosa, luego los comentaba y por último los versificaba. 
Igualmente tradujo el Cantar de los cantares en octavas (la versión en liras es apócrifa), para la monja Isabel Osorio; y algunos Salmos, en concreto 21, incluyendo las dos versiones del «Salmo 102». Para estas versiones de una poesía construida por medio de paralelismo semántico, adoptó a veces una conveniente estrofa, la lira de cuatro versos: A11, B7–11, A11, B7–11, que la métrica conoce como estrofa alirada. Del latín pasó al castellano las Bucólicas y los dos primeros libros de las Geórgicas de Virgilio, así como 23 versiones seguras de las Odas de Horacio y 7 que le atribuye el padre Merino; destaca también la versión del Rura tenent de Albio Tibulo y algunos fragmentos de poetas griegos (parte de la Andrómaca del trágico Eurípides y de la Olímpica I de Píndaro). De los italianos hay poemas de Pietro Bembo y Petrarca.

## Ediciones
Aunque el propio fray Luis pensó en imprimir sus poesías hacia 1584 y a tal fin escribió una "Dedicatoria" a su amigo Portocarrero que se ha conservado en un manuscrito, se deduce de ella que iba a aparecer anónima o sin nombre de autor, y que compuso sus poemas:

Más por inclinación de mi estrella que por juicio o voluntad, no porque la poesía, mayormente si se emplea en argumentos debidos, no sea digna de cualquier persona y de cualquier nombre, de lo cual es argumento el haber usado de Dios de ella en muchas partes de sus Sagrados Libros, como es notorio, sino porque conocía los juicios errados de nuestras gentes y su poca inclinación a todo lo que tiene alguna luz de ingenio o de valor [...] y así tenía por vanidad excusada a costa de mi trabajo ponerme por blanco a los golpes de mil juicios desvariados y dar materia de hablar a los que no viven de otra cosa [...] por esta causa nunca hice caso de esto que compuse, ni gasté en ello más tiempo del que tomaba para olvidarme de otros trabajos, ni puse en ello más estudio del que merecía lo que hacía para nunca salir a la luz, de lo cual ello mismo, y las faltas que en ello hay, dan suficiente testimonio.

Sus obras alcanzaron una amplia difusión manuscrita (ochenta y siete manuscritos han llegado hasta hoy, según cuenta Cristóbal Cuevas), pero permanecieron inéditas para la imprenta hasta 1631, año en que Quevedo las imprimió por primera vez junto a las de otro ingenio de la Escuela de Salamanca, Francisco de la Torre, como ataque contra el desmesurado culteranismo estilístico de Góngora; llevaban el título de Obras propias, y traducciones latinas y griegas y italianas, con la parafrasi de algunos psalmos y capítulos de Iob. Sacadas de la librería de don Manuel Sarmiento de Mendoça, canónigo de la Magistral de la santa Iglesia de Sevilla (Madrid: Imprenta del Reyno, a cargo de la viuda de Luis Sánchez, 1631) y fue reimpresa el mismo año (Milán: Phelippe Guisalfi, 1631). Pero Quevedo, que dedicó la obra al Conde-duque de Olivares, copió las poesías de este canónigo sevillano tal cual se las dio, de forma que publicó juntas y revueltas poesías originales de fray Luis con otras apócrifas y espurias pertenecientes a familiares, como su sobrino fray Basilio Ponce de León, depositario de sus papeles, amigos, religiosos de su orden, discípulos, componentes de la primera escuela salmantina y burdos imitadores.
El ilustrado Francisco Cerdá y Rico editó algunas en 1779 y el también ilustrado Gregorio Mayáns y Siscar otra más completa (Valencia: Tomás de Orga, 1785), a la que agregó además una biografía, entre otras muchas reimpresiones que tenían como definitiva la realizada por Quevedo. Sin embargo, los manuscritos más fieles a su obra son los conservados y copiados por su sobrino y correligionario, el fraile y teólogo agustino Basilio Ponce de León, ya que a él le fueron entregados a su muerte por la Orden Agustina para que los editara. En el siglo XVIII hizo una edición de sus obras un filólogo tan acreditado como el manchego Pedro Estala, fundándose en un manuscrito valenciano; ya es una edición crítica, sin embargo, la que realiza el agustino fray Antolín Merino (1805-1806) en cinco volúmenes, cotejando numerosos manuscritos, con el título de Obras del maestro fray Luis de León, fruto del fervor que a este escritor tuvieron siempre los integrantes de la Segunda escuela poética salmantina; él estableció el canon actual de textos considerados como estrictamente luisianos, fundándose en diez manuscritos de reconocida solvencia, pero no en la edición de Quevedo. Menéndez Pelayo alabó esta edición como "la única que hace fe... libre de los absurdos de editores y copistas". Salvador Faulí realizó una de De los nombres de Christo, añadido juntamente el nombre de Cordero (Valencia: Salvador Faulí, 1770). En el siglo XIX hay que reseñar la edición de la Biblioteca de Autores Españoles (Madrid, Manuel Rivadeneyra, 1855).
Entre las ediciones modernas, son dignas de mención la que sobre Los nombres de Cristo editó el padre Manuel Fraile (1907) y de esa misma obra Federico de Onís para los Clásicos Castellanos de la Editorial Castalia en tres volúmenes, correspondientes a 1914 el primero y 1922 los otros dos; y la realizada por el poeta de la Generación del 98 Enrique de Mesa de De los nombres de Cristo en 1876 y 1917.
De las obras poéticas de fray Luis de León hizo en 1932-1933 una buena edición el P. Llobera, en dos volúmenes que contenían, respectivamente, las Poesías originales (volumen I) y las Traducciones del latín griego y toscano e imitaciones (volumen II); se reeditó en facsímil en 2001 por la Diputación Provincial de Cuenca con introducción de Hilario Priego y José Antonio Silva Herranz.
Luis Astrana Marín realizó una de La perfecta casada (Madrid: Aguilar, 1933), bastante reimpresa, a la que siguió la de Elena Milazzo (Roma, 1955); Joaquín Antonio Peñalosa editó esta obra junto con las poesías originales y el Cantar de los Cantares en la editorial Porrúa de México (1970); tuvieron mucho curso, además las ediciones del agustino Ángel Custodio Vega para la BAC o Biblioteca de Autores Cristianos; una reimpresión de su ed. de las Poesías está aún disponible (Barcelona: Planeta, 1970). Juan F. Alcina realizó otra de su Poesía (Madrid: Cátedra, 1986); además tenemos las de Cristóbal Cuevas de De los nombres de Cristo (Madrid: Cátedra, 1977), de su Poesía completa (Madrid: Castalia, 1998) y de Fray Luis de León y la escuela salmantina (Madrid: Taurus, 1986); por parte de José Manuel Blecua hay ediciones de su Poesía completa (Madrid: Gredos, 1990) y del Cantar de Cantares de Salomón (Madrid: Gredos, 1994). José María Becerra Hiraldo editó por su parte Cantar de los Cantares. Interpretaciones literal, espiritual, profética (El Escorial: Ediciones Escurialenses, 1992) y el Comentario al Cantar de los Cantares (Madrid: Cátedra, 2004). Antonio Sánchez Zamarreño realizó una nueva de De los nombres de Cristo (Madrid: Austral, 1991); José Barrientos, por otra parte, imprimió su Epistolario. Cartas, licencias, poderes, dictámenes (Madrid, Revista Agustiniana, 2001) y, con Emiliano Fernández Vallina, hizo la edición bilingüe latín-castellano de su Tratado sobre la Ley (Monasterio de El Escorial: Ediciones Escurialenses, 2005). También ha sido editado por Ángel Alcalá El proceso inquisitorial de fray Luis de León (Salamanca, Junta de Castilla y León, 1991) y su Poesías completas por Cristóbal Cuevas en Madrid: Castalia, 2001.

## Monumento en Salamanca
En 1858, con motivo del traslado de los restos de fray Luis de León a la capilla de San Jerónimo de la Universidad, el claustro universitario planteó la posibilidad de abrir una suscripción popular para erigir un monumento. El proceso de selección del autor se hizo mediante concurso, quedando adjudicado el primer premio a Nicasio Sevilla en 1866 y el Patio de Escuelas como su lugar de colocación, frente a la fachada de la Universidad. El autor solicita a la Academia de Bellas Artes de San Fernando viajar a Roma para la realización de la obra. Allí estudia el fresco de la Escuela de Atenas de Rafael, tomando la figura de Aristóteles como modelo para su realización. En 1868 se realiza la fundición de la escultura en Marsella y, tras su viaje a España, queda definitivamente inaugurada el 25 de abril de 1869 con unos grandes actos y festejos prolongados varios días.

## Obras de fray Luis de León
- Escritores del siglo XVI. Tomo segundo. Obras del maestro Fray Luis de León; precédelas su vida, escrita por Don Gregorio Mayans y Siscar; y un extracto del proceso instruido contra el autor desde el año 1571 al 1576, Madrid, M. Rivadeneyra, 1855.
- Traducción literal y declaración del libro de los cantares de Salomón. Salamanca, en la oficina de Francisco de Toxar, 1798. Otras eds.: Madrid, Manuel Rivadeneyra, 1855.
- De los nombres de Christo, en Salamanca, por Juan Fernández, 1583. Otras eds.: Valencia, en la Imprenta de Benito Monfort, 1770; Madrid, Manuel Rivadeneyra, 1855.
- La perfecta casada, Salamanca, Juan Fernández, 1583.[25] Segunda impresión, añadida y enmendada, en Salamanca, en casa de Cornelio Bonardo, 1586. Madrid, M. Rivadeneyra, 1855.
- Exposición del Libro de Job (Ms.219) [Manuscrito]. Madrid, M. Rivadeneyra, 1855.
- Obras poéticas, divididas en tres libros, Madrid, M. Rivadeneyra, 1855.
- In Cantica canticorum explanatio, Salamanca, 1580.
- In Psalmum vigesimumsextum explanatio, Salamanca, ¿1580-1582?
- De utrisque agni typici atque inmolationis legitimo tempore, Salamanca, 1590.
- Cantar de los cantares. Interpretaciones: literal, espiritual, profética.
- De legibus o Tratado sobre la ley
- De fide
- De spe
- De charitate
- De creatione rerum
- De incarnatione
- Oración fúnebre al maestro Domingo de Soto
- [Dictamen relativo a la explotación de las minas de azogue del Perú por parte de Pedro de Contreras. 28 de marzo de 1588].
- Epistolario: cartas, licencias, poderes, dictámenes
- Escritos desde la cárcel. Autógrafos del primer proceso inquisitorial.